# Sommer-Paralympics 2024/Paratriathlon
Bei den Sommer-Paralympics 2024 in Paris wurden in insgesamt elf Wettbewerben im Paratriathlon Medaillen vergeben. Die Entscheidungen fielen am 1. und 2. September 2024 an der Pont Alexandre III.

## Klassen
Im Triathlon gibt es neun Klassen.
- PTWC 1-2: Sportlerinnen und Sportler mit Beeinträchtigungen in den unteren und oberen Gliedmaßen, die während des Radfahrens ein Handbike und während des Rennens einen Rennrollstuhl verwenden. PTWC1 und PTWC2 treten in Kombinationswettbewerben an, mit einem Intervallstartsystem pro Sportklasse, um ein faires Rennen zu gewährleisten.

- PTS 2-5: Sportlerinnen und Sportler mit Beeinträchtigungen in den unteren und/oder oberen Gliedmaßen, die für das Radfahren kein Handbike und für das Laufen keinen Rennrollstuhl benötigen. Hilfsmittel wie Prothesen und/oder Fahrradmodifikationen sind erlaubt.

- PTVI 1-3: Sportlerinnen und Sportler mit Sehbeeinträchtigung. Intervallstarts ermöglichen ein faires Rennen zwischen den teilweise sehbehinderten und blinden Triathlet*innen. Sie dürfen mit einem Guide antreten.

Die Klassifizierung basiert auf den Buchstaben "PT" für "Para Triathlon" plus der Behinderungskategorie:
- "WC" für "Wheelchair" (Rollstuhl)
- "S" für "Stehend"
- "VI" für "Visual impairment" (Sehbehinderung)[2]

## Medaillenspiegel
| Medaillenspiegel Triathlon | Medaillenspiegel Triathlon | Medaillenspiegel Triathlon      | Medaillenspiegel Triathlon | Medaillenspiegel Triathlon | Medaillenspiegel Triathlon |
| Platz                      | Land                       | Goldmedaille – Paralympiasieger | Silbermedaille – 2. Platz  | Bronzemedaille – 3. Platz  | Gesamt                     |
| -------------------------- | -------------------------- | ------------------------------- | -------------------------- | -------------------------- | -------------------------- |
| 1                          | Vereinigte Staaten         | 3                               | 3                          | 2                          | 8                          |
| 2                          | Großbritannien             | 2                               | 1                          | 2                          | 5                          |
| 3                          | Spanien                    | 2                               | 1                          | 1                          | 4                          |
| 3                          | Frankreich                 | 2                               | 1                          | 1                          | 4                          |
| 5                          | Niederlande                | 1                               | –                          | 2                          | 3                          |
| 6                          | Australien                 | 1                               | –                          | –                          | 1                          |
| 7                          | Italien                    | –                               | 2                          | –                          | 2                          |
| 8                          | Deutschland                | –                               | 1                          | 2                          | 3                          |
| 9                          | Österreich                 | –                               | 1                          | –                          | 1                          |
| 9                          | Brasilien                  | –                               | 1                          | –                          | 1                          |
| 11                         | Kanada                     | –                               | –                          | 1                          | 1                          |

## Ergebnisse Männer

### PTWC
| Platz | Land        | Athlet             | Zeit (h)  |
| ----- | ----------- | ------------------ | --------- |
| 1     | Niederlande | Jetze Plat         | 0:58:16 h |
| 2     | Österreich  | Florian Brungraber | 0:59:25 h |
| 3     | Niederlande | Geert Schipper     | 1:00:20 h |
| 4     | Frankreich  | Louis Noel         | 1:03:40 h |
| 5     | Italien     | Giovanni Achenza   | 1:03:49 h |

Datum: 2. September 2024

### PTS2
| Platz | Land               | Athletin        | Zeit (h)  |
| ----- | ------------------ | --------------- | --------- |
| 1     | Frankreich         | Jules Ribstein  | 1:05:47 h |
| 2     | Vereinigte Staaten | Mohamed Lahna   | 1:07:18 h |
| 3     | Vereinigte Staaten | Mark Barr       | 1:07:33 h |
| 4     | Niederlande        | Maurits Morsink | 1:08:27 h |
| 5     | Belgien            | Wim de Paepe    | 1:09:16 h |

Datum: 2. September 2024

### PTS3
| Platz | Land                   | Athletin           | Zeit (h)  |
| ----- | ---------------------- | ------------------ | --------- |
| 1     | Spanien                | Daniel Molina      | 1:08:05 h |
| 2     | Deutschland            | Max Gelhaar        | 1:08:43 h |
| 3     | Niederlande            | Nico van der Burgt | 1:09:24 h |
| 4     | Vereinigtes Königreich | Henry Urand        | 1:10:24 h |
| 5     | Frankreich             | Cédric Denuzière   | 1:10:34 h |

Datum: 2. September 2024

### PTS4
| Platz | Land               | Athlet               | Zeit (h)  |
| ----- | ------------------ | -------------------- | --------- |
| 1     | Frankreich         | Alexis Hanquinquant  | 0:58:01 h |
| 2     | Vereinigte Staaten | Carson Clough        | 1:00:47 h |
| 3     | Spanien            | Nil Riudavets        | 1:01:10 h |
| 4     | Frankreich         | Pierre-Antoine Baele | 1:01:25 h |
| 5     | Frankreich         | Gregoire Berthon     | 1:03:03 h |

Datum: 2. September 2024

### PTS5
| Platz | Land               | Athlet         | Zeit (h)  |
| ----- | ------------------ | -------------- | --------- |
| 1     | Vereinigte Staaten | Chris Hammer   | 0:58:44 h |
| 2     | Brasilien          | Ronan Cordeiro | 0:59:01 h |
| 3     | Deutschland        | Martin Schulz  | 0:59:19 h |
| 4     | Portugal           | Filipe Marques | 0:59:59 h |
| 5     | Ungarn             | Bence Mocsari  | 1:00:03 h |

Datum: 2. September 2024

### PTVI
| Platz | Land                   | Athlet            | Zeit (h)  |
| ----- | ---------------------- | ----------------- | --------- |
| 1     | Vereinigtes Königreich | Dave Ellis        | 0:58:41 h |
| 2     | Frankreich             | Thibaut Rigaudeau | 1:00:05 h |
| 3     | Frankreich             | Antoine Perel     | 1:00:25 h |
| 4     | Vereinigte Staaten     | Owen Cravens      | 1:00:43 h |
| 5     | Australien             | Sam Harding       | 1:01:21 h |

Datum: 2. September 2024

## Ergebnisse Frauen

### PTWC
| Platz | Land               | Athletin                | Zeit (h)  |
| ----- | ------------------ | ----------------------- | --------- |
| 1     | Australien         | Lauren Parker           | 1:06:23 h |
| 2     | Vereinigte Staaten | Kendall Gretsch         | 1:07:46 h |
| 3     | Kanada             | Leanne Taylor           | 1:12:11 h |
| 4     | Spanien            | Eva María Moral Pedrero | 1:12:18 h |
| 5     | Vereinigte Staaten | Emelia Perry            | 1:14:03 h |

Datum: 2. September 2024

### PTS2
| Platz | Land               | Athletin              | Zeit (h)  |
| ----- | ------------------ | --------------------- | --------- |
| 1     | Vereinigte Staaten | Hailey Danz           | 1:14:31 h |
| 2     | Italien            | Veronica Yoko Plebani | 1:15:37 h |
| 3     | Vereinigte Staaten | Allysa Seely          | 1:16:33 h |
| 4     | Australien         | Anu Francis           | 1:17:48 h |
| 5     | Vereinigte Staaten | Melissa Stockwell     | 1:21:06 h |

Datum: 1. September 2024

### PTS4
| Platz | Land                   | Athlet              | Zeit (h)  |
| ----- | ---------------------- | ------------------- | --------- |
| 1     | Vereinigtes Königreich | Megan Richter       | 1:14:30 h |
| 2     | Spanien                | Marta Frances Gomez | 1:15:10 h |
| 3     | Vereinigtes Königreich | Hannah Moore        | 1:16:01 h |
| 4     | Frankreich             | Camille Seneclauze  | 1:16:43 h |
| 5     | Frankreich             | Elise Marc          | 1:17:00 h |

Datum: 1. September 2024

### PTS5
| Platz | Land                   | Athletin             | Zeit (h)  |
| ----- | ---------------------- | -------------------- | --------- |
| 1     | Vereinigte Staaten     | Grace Norman         | 1:04:40 h |
| 2     | Vereinigtes Königreich | Claire Cashmore      | 1:05:55 h |
| 3     | Vereinigtes Königreich | Lauren Steadman      | 1:06:45 h |
| 4     | Kanada                 | Kamylle Frenette     | 1:09:50 h |
| 5     | Spanien                | Andrea Miguelez Ranz | 1:12:20 h |

Datum: 1. September 2024

### PTVI
| Platz | Land                   | Athletin             | Zeit (h)  |
| ----- | ---------------------- | -------------------- | --------- |
| 1     | Spanien                | Susana Rodriguez     | 1:04:19 h |
| 2     | Italien                | Francesca Tarantello | 1:06:43 h |
| 3     | Deutschland            | Anja Renner          | 1:08:21 h |
| 4     | Vereinigtes Königreich | Alison Peasgood      | 1:09:21 h |
| 5     | Frankreich             | Annouck Curzillat    | 1:10:28 h |

Datum: 2. September 2024